# Günther Lütjens
Günther Lütjens född 25 maj 1889 i Wiesbaden, död 27 maj 1941, var en tysk sjömilitär, amiral 1940. Han erhöll Riddarkorset av Järnkorset 1940. Han ledde den tyska flottan under invasionen av Norge i april 1940. Han stupade ombord på slagskeppet Bismarck.